# Thomas Förster
Thomas Förster (* 1978 in Sindelfingen) ist ein deutscher Kameramann. Er ist als Bildgestalter in Spielfilm, Werbung und Kunst tätig.

## Leben
Nach dem Abitur absolvierte er 2008 an der Kunsthochschule Kassel den Studiengang Visuelle Kommunikation sowie 2012 den Masterstudiengang Bildgestaltung/Kamera an der Hamburg Media School. Seine Filme liefen auf zahlreichen nationalen und internationalen Festivals im Wettbewerb und erhielten mehrere Preise und Auszeichnungen. Unter anderem den Hessischen Filmpreis in der Kategorie bester Hochschulfilm für Spielzeugland Endstation und eine Nominierung für den Student Academy Award (Studentenoscar) für Erbgut.

## Filmographie (Auswahl)
- 2004: Happy End – Jede Geschichte braucht ein Ende
- 2006: Kleine Annabelle (Kurzfilm)
- 2008: Das Interview (Kurzfilm)
- 2008: Spielzeugland Endstation
- 2010: Suicide Club
- 2011: Die Katze tanzt (Kurzfilm)
- 2012: Cowboy und Indianer (Kurzfilm)
- 2013: Aus dem Auge (Kurzfilm)
- 2013: Erbgut (Kurzfilm)
- 2013: Tschüss Papa (Kurzfilm)
- 2014: Zehn Sekunden Himmel (Kurzfilm)
- 2016: 5°Milorad Pavic
- 2016: Lucky Loser – Ein Sommer in der Bredouille
- 2019: Mit der Tür ins Haus

## Auszeichnungen (Auswahl)
- 2014: Gewinner Studio Hamburg Nachwuchspreis für Tschüss Papa
- 2014: Gewinner Goldener Spatz für Tschüss Papa
- 2013: Nominierung Student Academy Award für Erbgut
- 2013. Gewinner bester Nachwuchsfilmpreis Diagonale für Erbgut
- 2012: Gewinner Best Cinematography at WĘGIEL FILM FESTIVAL für Cowboy und Indianer
- 2012: Gewinner Intern. Festival der Filmhochschulen, München: Panther Preis für Cowboy und Indianer
- 2012: Gewinner Third Place Award of the Int. CINEMATOGRAPHY Artfools Festival für Cowboy und Indianer
- 2010: Gewinner Interfilmpreis, Wettbewerb Max-Ophüls-Preis für Suicide Club
- 2010: Gewinner Cigale d'Or, Ciné Festival en Pays de Fayence für Suicide Club
- 2010: Gewinner Federico Fellini Award at Tiburon Int. FilmFestival für Suicide Club
- 2010: Gewinner Goldener Herkules 2010 beim Dokumentar- und Videofilmfest Kassel für Suicide Club
- 2009: Gewinner Hessischer Film und Kinopreis, bester Hochschulfilm für Spielzeugland Endstation
- 2005: Gewinner Int. Independant Film Festival Bruxel, best debut film für Happy End – Jede Geschichte braucht ein Ende